# Список умерших в 924 году

## Февраль
- 11 февраля — Ибн Хузайма (86), мусульманский учёный, факих, знаток хадисов[1].

## Апрель
- 7 апреля — Беренгар I, маркграф Фриуля (874—924), король Италии (888—924), последний император Запада (916—924)[2].
- 11 апреля — Герман I, архиепископ Кёльна (889/890—924)[3].

## Июль
- 17 июля — Эдуард Старший, король Англии (899/901—924)[4].

## Август
- 2 августа — Этельвирд, король Англии (924)[4].

## Дата смерти неизвестна или требует уточнения
- Альберих I Сполетский, герцог Сполето.
- Адальберт I, маркграф Ивреи (898/902—923/924)[5].
- Вало, граф Шалона (918—924).
- Дамиан из Тарса, наместник Тарса (896—897).
- Натхамуни, первый учитель (ачарья) вайшнавизма (вайшнавской веданты).
- Ордоньо II, король Галисии (910—914) и король Леона и Галисии (914—924)[6].